# 甘糟章
甘糟 章（あまかす あきら、1929年5月30日 - 2013年11月19日）は、日本の雑誌編集者。元マガジンハウス副社長。

## 来歴・人物
神奈川県横浜市中区伊勢佐木町出身。実家は米屋を営んでいた。神奈川県立横浜第三中学校（神奈川県立横浜緑ケ丘高等学校の前身）、府立高等学校（東京都立大学の前身）を経て、1955年に東京大学文学部仏文科を卒業。
学習研究社を経て、1959年に平凡出版へ入社。『平凡パンチ』『週刊平凡』『an・an』の編集長として、1960年代から1970年代の流行の先駆者として活躍。その後、『クロワッサン』『ダカーポ』などを創刊し、大人になった『an・an』世代へのライフスタイルの提言を行う。1980年代に至るまで、出版文化の中での影響力は大きなものがあった。「ハマトラ」（横浜・元町生まれのファッションスタイル）や「リセルック」の名付け親とも伝えられる。
1984年にマガジンハウス（1983年に平凡出版から社名変更）副社長に就任。1996年代表取締役相談役、1998年顧問に退く。
2013年11月19日、老衰のため神奈川県鎌倉市の自宅で死去。84歳没。
妻・甘糟幸子との間に一男一女がいる。長女・甘糟りり子は作家。